# Uroš Čufer

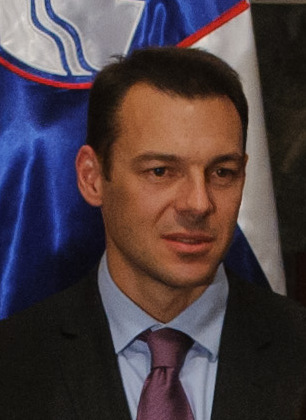
Uroš Čufer (2013)

Uroš Čufer (* 1970) war von März 2013 bis September 2014 slowenischer Finanzminister. Er ist Mitglied der Partei Pozitivna Slovenija.
Čufer studierte Wirtschaftswissenschaften an der Universität Paris-Dauphine, wo er mit einer Arbeit über die slowenische Geldpolitik promoviert wurde. Ab 1999 war er Leiter der Abteilung Finanzanalyse der Slowenischen Zentralbank, dann ab 2004 Leiter der Abteilung Finanzmanagement der Nova Ljubljanska banka.
Nach dem Misstrauensvotum des Parlamentes gegen die bisherige Regierung von Janez Janša berief ihn die neue Ministerpräsidentin Alenka Bratušek als Finanzminister in ihr ab März 2013 amtierendes Kabinett, wo er Nachfolger von Janez Šušteršič wurde. Nach dem Rücktritt des Ministers für wirtschaftliche Entwicklung und Technologie Stanko Stepišnik im November 2013 übernahm Uroš Čufer zusätzlich kommissarisch dessen Ressort.
Seine Amtszeit endete mit der Bildung des Kabinett Cerar im September 2014, in dem Dušan Mramor sein Nachfolger wurde.